# ویلمینگتون (ایندیانا)
ویلمینگتون (به انگلیسی: Wilmington) یک منطقهٔ مسکونی در ایالات متحده آمریکا است که در شهرستان دیربورن، ایندیانا واقع شده‌است. ویلمینگتون ۲۴۲٫۰۱ متر بالاتر از سطح دریا واقع شده‌است.